# Torre de la Presó (Bellver de Cerdanya)
La Torre de la Presó és un monument del municipi de Bellver de Cerdanya (Cerdanya) declarat bé cultural d'interès nacional.
La torre, situada a l'est, al costat d'un dels portals de la vila closa (portal de Cerdanya), és una construcció de planta lleugerament rectangular, de 2,20 X 2,95 m, i una alçada aproximada de 15 metres. El gruix dels murs és d'uns 110 cm. La porta és situada a uns 7 m del nivell exterior del sòl. A la cara exterior hi ha un talús. A l'interior, la torre té tres nivells, com tindria en origen però l'alçada dels respectius sostres deu haver variat. A les tres cares exteriors hi ha diverses espitlleres, construïdes en èpoques diferents. Les més antigues són com les de la muralla. Protegides per carreus tallats com els dels caires de la torre. L'aparell de la resta del mur és de pedres petites poc treballades i sense escairar. A la part inferior dels murs hi ha carreus petits, més o menys escairats. En alguna zona es veuen clarament les reconstruccions. La datació s'estableix d'ençà el segle xiii al segle xvii.